# Ceroplesis burgeoni
Ceroplesis burgeoni är en skalbaggsart som beskrevs av Stefan von Breuning 1935. Ceroplesis burgeoni ingår i släktet Ceroplesis och familjen långhorningar. Inga underarter finns listade i Catalogue of Life.